# Jelenec černoocasý
Jelenec černoocasý (Odocoileus hemionus columbianus) je poddruh jelence ušatého (Odocoileus hemionus) vyskytující se v oblastech mezi horami a pobřežím Pacifiku od Britské Kolumbie až po severní Kalifornii.

## Popis
Hmotnost u samců se pohybuje mezi 90–120 kg, samice váží mezi 50–90 kg. Délka se pohybuje mezi 195–208 cm včetně ocasu, výška dosahuje asi 105 cm. Samci mají výrazné paroží, které shazují v lednu a na konci března.

## Rozmnožování
Březost trvá 200–217 dní, mládě je odstaveno ve 4 měsících. Jelenci se páří v období říje (září, říjen), poté rodí 1–4 mláďata. Pohlavně dospívají ve 2 letech. Dožívají se až 7 let, v lidské péči až 10 let.

## Ekologie
Ačkoliv ve svém rozsáhlém areálu obývají různé prostředí, nejraději vyhledávají otevřenou krajinu se světlými lesy.

## Zajímavosti
V případě ohrožení dokáží vyvinout rychlost 64 km/h. Dovedou také plavat, jsou schopni v ohrožení před predátory skočit do řeky nebo do jezera.